# Alfred von Rosenberg (Politiker)
Alfred von Rosenberg (* 28. Juni 1904 in Berlin; † 9. August 1986 in Mehlbek) war ein deutscher Politiker (DP, CDU). Er war von 1950 bis 1954 Abgeordneter im Landtag von Schleswig-Holstein.

## Leben
Alfred von Rosenberg war von Beruf Landwirt. Im Zweiten Weltkrieg geriet er in amerikanische Kriegsgefangenschaft und gehörte 1943 der Lagerleitung im Offizierslager Concordia in Kansas an. Nach dem Krieg wurde ihm ein Mitverschulden am Suizid eines Mitgefangenen vorgeworfen. Da ihm dies jedoch nicht nachgewiesen werden konnte, stellte das Landgericht Itzehoe das Verfahren ein.
1950 wurde er im Landtagswahlkreis Steinburg-Nord direkt in den Landtag von Schleswig-Holstein gewählt und gehörte diesem bis 1954 an. 1952 verließ er die DP-Fraktion, im Jahr darauf schloss er sich der CDU an. Im Landtag war er Vorsitzender des Agrarausschusses.
1974 wurde er mit dem Großen Verdienstkreuz des Verdienstordens der Bundesrepublik Deutschland ausgezeichnet.